# Michael Richards
Michael Anthony Richards (n. 24 iulie 1949, Culver City, California, SUA) este un actor american născut în Culver City, California. Este cunoscut în special pentru rolul lui Cosmo Kramer în Seinfeld, rol care i-a adus și trei premii Emmy (1993, 1994, 1997). 

## Filmografie
- 1980 Fridays (serial)
- 1982 Faerie Tale Theatre
- 1982 Young Doctors in Love
- 1983 Herndon (serial)
- 1984 The House of God
- 1985 Transylvania 6-5000
- 1986 Whoops Apocalypse
- 1986 Fresno (serial)
- 1987 Jonathan Winters: On the Ledge
- 1989 UHF
- 1989 Seinfeld (serial)
- 1990 Problem Child
- 1993 Coneheads
- 1993 So I Married an Axe Murderer
- 1994 Airheads
- 1995 Unstrung Heroes
- 1996 London Suite
- 1997 Redux Riding Hood (voce)
- 1997 Trial and Error
- 2000 The Michael Richards Show (serial)
- 2000 David Copperfield)
- 2008 Cat Tale (voce)